# Templo de Luxor

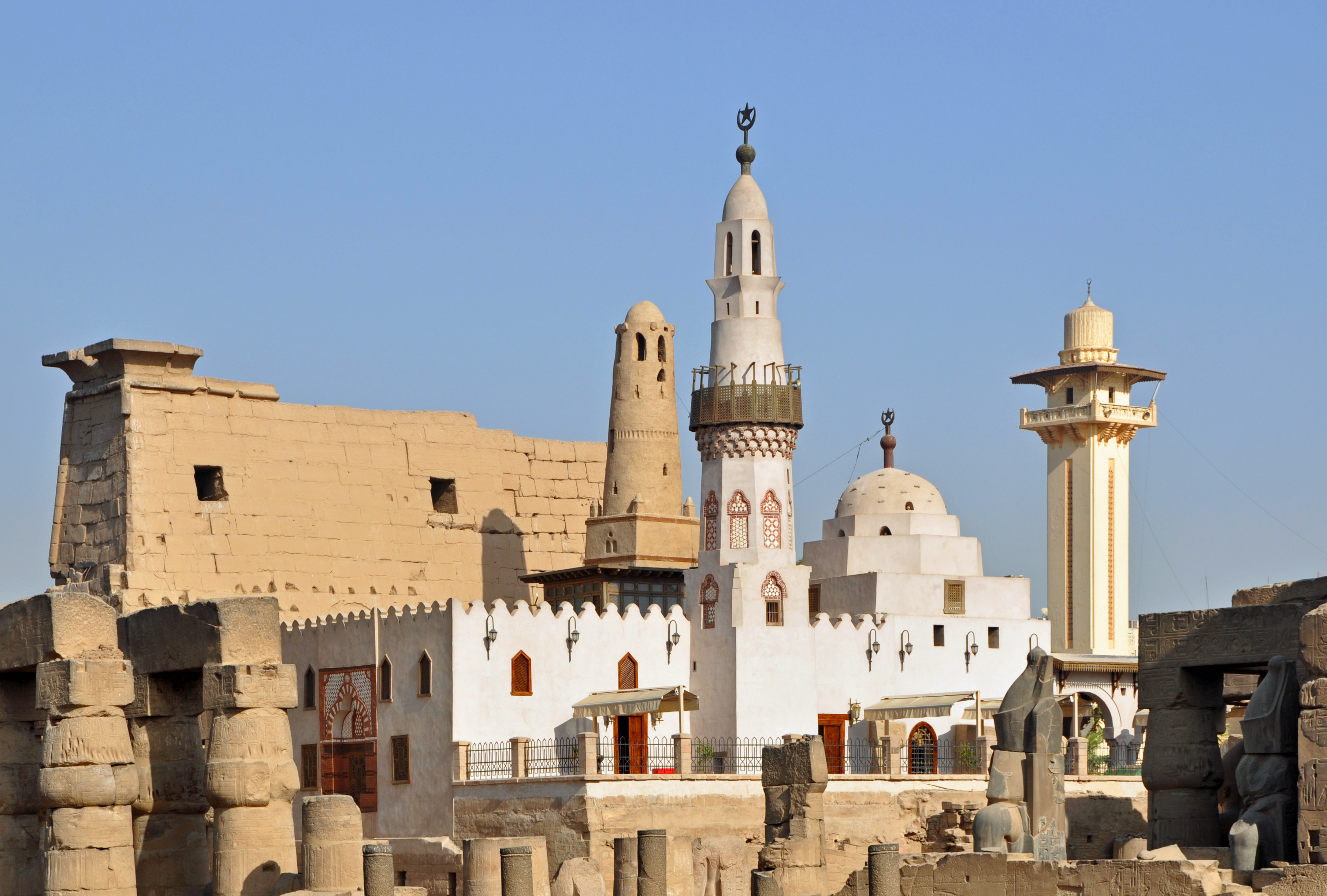
Templo de Luxor: mesquita Abul Hagague

O Templo de Luxor, iniciado na época de Amenófis III e aumentado mais tarde por Ramessés II, tendo sido concluído apenas no período muçulmano, é o único monumento do mundo que contém em si mesmo documentos das épocas faraônica, greco-romana, copta e islâmica, com nichos e frescos coptas e até uma mesquita (Abul Hagague).
Era dedicado ao deus Amom, mas não só, era também dedicado às divindades Mut (esposa de Amom) e Quespisiquis. As suas dimensões são menores do que as do Templo de Carnaque, e ambos são dedicados ao mesmo deus. O seu nome antigo era Ipep-resit, traduzido como "Harém do Sul", referindo-se às festas que uma vez por ano lá tinham lugar. Durante estas festas eram transportadas as estátuas de Amom, Mut e Quespisiquis de Carnaque para Luxor. Por volta do século II, o templo foi ocupado pelos romanos, mas foi sendo abandonado gradualmente. Foi coberto pelas areias do deserto, até que em 1881 o arqueólogo Gaston Maspero redescobriu o templo, que se encontrava muito bem conservado. Para iniciar a escavação, a vila que entretanto tinha crescido perto do templo teve de ser retirada, apenas permanecendo uma mesquita, construída pelos árabes no século XIII.

## Construção
O Templo de Luxor foi construído com arenito proveniente da região de Gebel el-Silsila, no sudoeste do Egito, chamado de Arenito Núbio. Este tipo de rocha foi usado para a construção de monumentos no Alto Egito, bem como na restauração de tais obras.
Da mesma forma que outras estruturas egípcias, a técnica usada foi o simbolismo ou  ilusionismo. Exemplo, para o egípcio, um santuário em forma de Anúbis era o próprio Anúbis. No Templo, os dois obeliscos que ladeavam a entrada, não tinham a mesma altura, mas criavam a ilusão de que sim. Devido ao layout da construção, usando o ilusionismo, as distâncias relativas foram aumentadas fazendo com que, na parede atrás deles, parecessem do mesmo tamanho. Simbolicamente, este é um efeito  utilizado para enfatizar a altura da parede, realçando o caminho até ela.

## Importância cultural
O templo tinha grande significado para o Festival de Opet. A obra foi dedicada à Tríade Tebana e ao culto de Ka, Amom, Mut e Quespisiquis e foi construída durante o Império Novo, período no qual ocorria o festival anual de Opet. Durante este período, uma estátua de Amom foi levada pelo rio Nilo até o templo vizinho de Carnaque para ficar lá juntamente com outra de Mut, em uma celebração da fertilidade. No entanto, outros estudos tem desenvolvido novas interpretações sobre Luxor e o festival anual, apontando que a construção era, na verdade, dedicada ao governante egípcio divino, Ka.

### Santuários
Foram construídos seis santuários para barcas ao longo do caminho entre os templos de Luxor e Carnaque que serviam como pontos de parada para as embarcações que levavam os deuses durante as procissões do festival. Esse caminho também era decorado com esfinges com a cabeça de Nectanebo I. Cada estação era preparada com um simbolismo específico. Por exemplo, a quarta era a estação de Kamare, que resfriava os remos de Amom. A quinta estação representava a beleza do deus e a sexta era um santuário para si, destacando-o como o Senhor dos Caminhos.

## Vandalismo
Em 2013, um estudante chinês postou uma foto de um grafite em uma das esculturas do templo que dizia "丁锦昊 到此 一 游" ("Ding Jinhao esteve aqui"). Esse fato estimulou o debate sobre os impactos do aumento do turismo depois que a mídia descobriu outros danos causados por turistas. O grafite foi parcialmente removido.